# Viquipèdia en indonesi
La Viquipèdia en indonesi (en indonesi: Wikipedia bahasa Indonesia) és l'edició en indonesi de la Viquipèdia.
Va ser creada el maig de 2003 i el primer article va ser "Elektron", creat el dia 30 de maig del mateix any. Tanmateix, la pàgina principal va ser creada sis mesos més tard, el 29 de novembre. El febrer de 2009 tenia més de 100.000 articles. L'abril de 2010 va superar els 120.000 articles. Actualment, (març 2025) té 1.119.018 articles.
La Viquipèdia en indonesi és la cinquena amb un creixement més ràpid de nombre d'articles de totes les viquipèdies asiàtiques, després de les viquipèdies en japonès, en xinès, en coreà i en turc. A més, és la tercera Viquipèdia més grossa de qualsevol país en vies de desenvolupament.